# Liste der Baudenkmäler in Speinshart
Auf dieser Seite sind die Baudenkmäler in der Oberpfälzer Gemeinde Speinshart zusammengestellt. Diese Tabelle ist eine Teilliste der Liste der Baudenkmäler in Bayern. Grundlage ist die Bayerische Denkmalliste, die auf Basis des Bayerischen Denkmalschutzgesetzes vom 1. Oktober 1973 erstmals erstellt wurde und seither durch das Bayerische Landesamt für Denkmalpflege geführt wird. Die folgenden Angaben ersetzen nicht die rechtsverbindliche Auskunft der Denkmalschutzbehörde.
 Die Liste gibt den Fortschreibungsstand vom 13. August 2016 wieder und umfasst 32 Baudenkmäler.

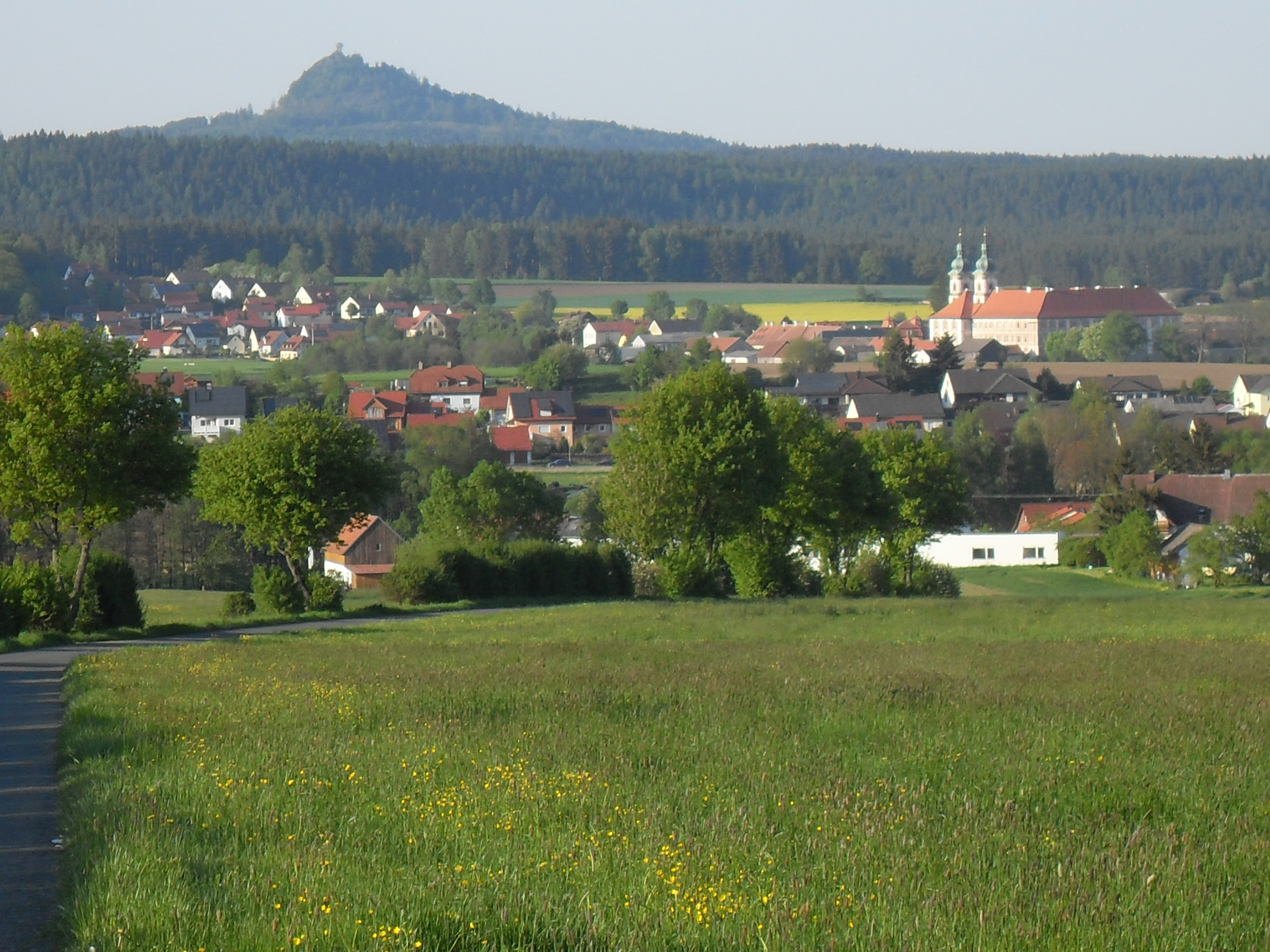
Blick auf Speinshart und den Rauhen Kulm

## Ensembles

### Ensemble Kloster Speinshart mit Kirche Maria Immaculata

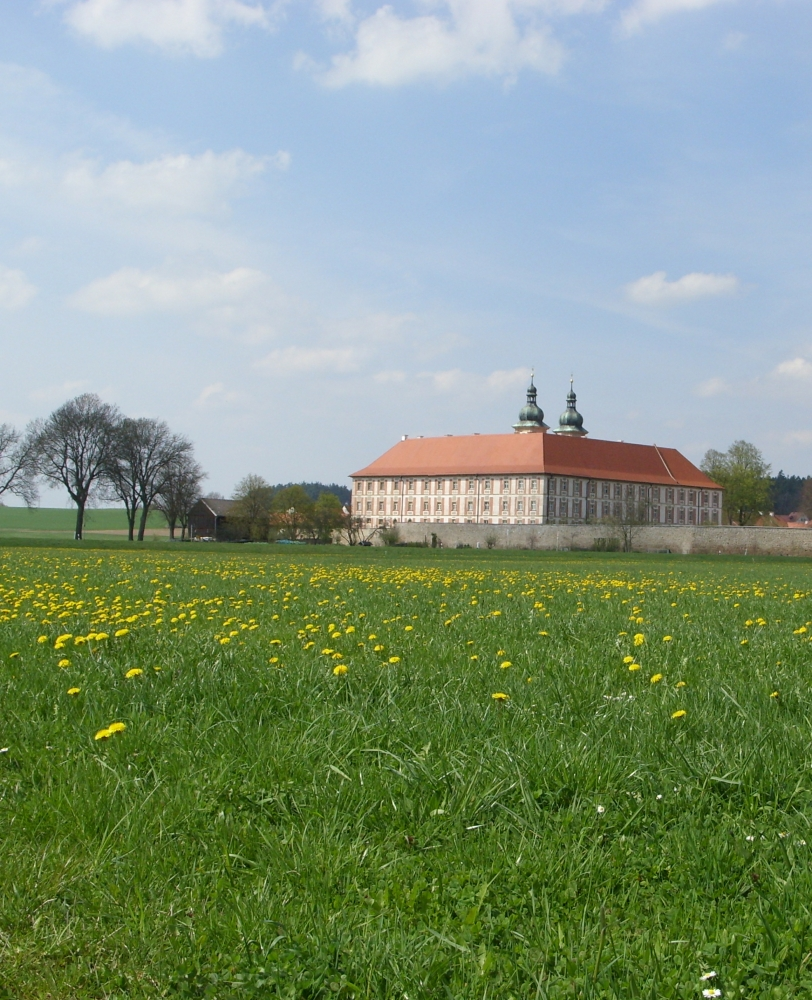
Kloster Speinshart

Das Ensemble umfasst die Kirche und den Konventbereich des 1145 gegründeten Prämonstratenserklosters Speinshart sowie den nördlichen und westlichen Klosterhof mit den dazugehörigen Grundstücken und Nebengebäuden. 
Die ungewöhnliche Anlage, deren Hauptzug von Norden auf das Kirchenschiff zuführt, ist geologisch bedingt. Sie entstand auf einer Muschelkalkplatte, die bis ins 19. Jahrhundert von Moor umgeben war. Sowohl die spätmittelalterlichen als auch die barocken Bauten entwickelten sich innerhalb dieser natürlichen Grenzen. 
Der Verfall des Klosters, das 1566–1628 aufgehoben war, führte nach der Wiedereinführung des Katholizismus in der evangelischen Oberpfalz zu einer grundlegenden Erneuerung der gesamten Klosteranlage im späten 17. und der ersten Hälfte des 18. Jahrhunderts beginnend mit der Kirche und dem Konventbau. Die Spuren des mittelalterlichen Klosters sind in den Resten der ehemaligen Klosterwehrmauer zu finden: Klostergartenmauer, Süd- und Ostflügel; die sogenannte Konventgartenmauer im Norden gehört zur barocken Anlage, ein eingebauter, spätmittelalterlicher Rundturm ist an der Südwestecke (Klosterhof 4) zu finden, weitere Mauerreste im West- und Nordflügel des großen Klosterhofs. Der nördliche Hof wurde 1736–1747 als Wirtschaftshof errichtet, nach der Klosteraufhebung 1803 in einzelne Abschnitte aufgeteilt und durch Einbau von Wohnungen in eine Reihe von zweigeschossigen Wohnstallhäusern verwandelt, wobei
jedoch der barocke Gesamtcharakter gewahrt blieb. 
Die dreiseitig geschlossene Bebauung hat ihren architektonischen Höhepunkt in der Nordflanke der Klosterkirche mit den zwei Kuppeltürmen. Als zweites herausragendes architektonisches Element steht ihnen im Norden das turmbewehrte Torhaus gegenüber. Der westliche Klosterhof ist ein Rechteckplatz vor dem Klosterhauptgebäude und Kirchenportal, welcher sich aus einer Baulinie von 1804 und einer Flucht nach dem Brandwiederaufbau um 1870 ergibt. 
Bezeichnend ist der Kontrast zwischen der repräsentativen dreigeschossigen Konventarchitektur im Osten und den einfachen zweigeschossigen Traufseithäusern und dem Walmdachgebäude der Gaststätte, mit denen die übrigen drei Seiten des Hofes bebaut sind. Bei aller späteren Erneuerung der Bausubstanz wurde hier die Platzraumidee beibehalten. Die Einbeziehung der hohen Klostermauer im Süden und Osten des Konventbaues erinnert an die ursprüngliche Befestigung der Klosteranlage.
Aktennummer: E-3-74-157-1

### Ensemble Kirche St. Peter und Paul mit Umgebung
Das Kleinensemble umfasst die im erhöhten Friedhof stehende Chorturmkirche, den Rundturm der Friedhofbefestigung und den barocken Walmdachbau des ehemaligen Pfarrhofes und späteren Schulhauses. Das Zentrum des Ortsbildes wird von der über dem Pfarrhof aufragenden Gebäudegruppe entscheidend geprägt. Verschiedene historische Funktionen wie Ausbau zu Wehrhaftigkeit im Mittelalter und Ausbildung eines pfarrlichen und schulischen Mittelpunkts in der Neuzeit lassen sich anschaulich ablesen.
Aktennummer: E-3-74-157-2

## Baudenkmäler nach Ortsteilen

### Speinshart
| Lage                                             | Objekt                                                                                 | Beschreibung | Akten-Nr.     | Bild                              |
| ------------------------------------------------ | -------------------------------------------------------------------------------------- | --- | ------------- | --------------------------------- |
| Klosterhof 1 (Standort)                          | Katholische Pfarrkirche und Prämonstratenser-Stiftskirche Unbefleckte Empfängnis Mariä | Wandpfeiler-Emporenbau mit Walmdach über rechteckigem Grundriss, integrierte Vorhalle nach Westen, Flankentürme mit Zwiebelhauben, 1691–95 von Wolfgang und Georg Dientzenhofer, Seitenportal bezeichnet mit „1838“; mit Ausstattung Kriegerdenkmal für die Gefallenen des Ersten Weltkriegs, Soldatenfigur auf Inschriftsockel mit Relief Kreuz im Lorbeerkranz, Sandstein, 1920er Jahre, später mit Gefallenennamen des Zweiten Weltkriegs ergänzt. | D-3-74-157-2  | weitere Bilder                    |
| Klosterhof 2 (Standort)                          | Prämonstratenserchorherren-Kloster                                                     | Dreiflügelanlage, dreigeschossige Walmdachtrakte mit Putzgliederungen, 1674–1713; südlich der Kirche um einen Innenhof; mit Ausstattung; Klosterbefestigung, Quader- und Bruchsteinmauerwerk, spätmittelalterlich, nach Norden Korbbogenportal, mit teilweise noch kenntlicher Grabenanlage; Sandsteinfigur Immaculata, wohl zweite Hälfte 18. Jahrhundert, ehemals im Klostergarten, jetzt bei Einfahrt zur Gereon-Motyka-Siedlung; Hofmauer, östliche Flankierung der südlichen Klostereinfahrt, Sandsteinquader, wohl 18./19. Jahrhundert. | D-3-74-157-3  | weitere Bilder                    |
| Klosterhof 3, 4 (Standort)                       | Remise                                                                                 | Südflügel des kleinen Klosterhofs, mit Resten des bis 1812 direkt an das Klostergebäude anschließenden barocken Remisenflügels; Klosterhof 3, sogenanntes „neues Stüberl neben der Klosterküche“, eingeschossiger Satteldachbau, wohl 18. Jahrhundert, Arkaden bei Stalleinbau 1888 und früher zugemauert; Klosterhof 4, zweigeschossiger Satteldachbau mit frühklassizistischer Fassadengliederung, Portal bezeichnet mit „1804“, im Kern älter, daran anschließend zweigeschossiger Flügel nach Südwesten mit eingemauertem Rundturm der Südwestecke der spätmittelalterlichen Klosteranlage.                                                                                                   | D-3-74-157-4  | Remise                            |
| Klosterhof 9, 10, 11 (Standort)                  | Westflügel des großen Klosterhofs                                                      | Ursprünglicher Verwaltungs- und Wirtschaftstrakt mit Richter- und Jägerhaus (Haus Nr. 10 und 11) sowie Brauerei (Haus Nr. 9); Richterhaus, zweigeschossiger Walmdachbau mit Fenstereinfassungen und Eckrustika, um 1714, mit nachträglich gewölbtem Stallteil, im Kern 1612; an Haus Nr. 9 und 11 symmetrisch anschließende Traufseithäuser, 1739 Zusammenfassung zu einer Häuserzeile, in deren westlicher Rückwand Reste der spätmittelalterlichen Befestigungsanlage; Brauerei, zweigeschossiger Steildachbau mit Fenstereinfassungen, mit Steinfigur St. Sebastian in Nische, erste Hälfte 18. Jahrhundert; ehemaliges Jägerhaus, zweigeschossiger Walmdachbau, erste Hälfte 18. Jahrhundert. | D-3-74-157-6  | Westflügel des großen Klosterhofs |
| Klosterhof 12, 13, 14, 15, 16, 17 (Standort)     | Nordflügel des großen Klosterhofs                                                      | Erste Hälfte 18. Jahrhundert und 1746, im Kern der Anlage spätmittelalterliche Vorgängerbauten; Torbau (Haus Nr. 15), zweigeschossiger kompakter Mansardwalmdachbau mit korbbogiger Durchfahrt, nach Norden zwei polygonale Türme, bezeichnet mit „1746“; ehemaliges Handwerkerhaus (Haus Nr. 12–15), zweigeschossiger Langtrakt mit Satteldach, erste Hälfte 18. Jahrhundert und 1746, bei Haus Nr. 13 Inschrifttafel mit Chronogramm 1736; ehemaliger Klostergasthof mit Stallungen (Haus Nr. 16–17), zweigeschossiger Langtrakt mit Satteldach, nach Osten segmentbogige Toreinfahrt, gleichzeitig.                                                                                            | D-3-74-157-7  | Nordflügel des großen Klosterhofs |
| Klosterhof 18, 19, 20, 21, 22, 23, 24 (Standort) | Ostflügel des großen Klosterhofs                                                       | Ehemaliger klösterlicher Landwirtschaftstrakt (Haus Nr. 18–23), ehemaliges Beinhaus mit Friedhofskapelle als südlicher Kopfbau (Haus Nr. 24), 1746–49, mittelalterliche Vorgängerbauten; Friedhofskapelle, ehemaliges Beinhaus, Walmdachbau mit barocken Gliederungen; mit Ausstattung; ehemaliger Landwirtschaftstrakt, zweigeschossiger Langbau mit Satteldach, Haus Nr. 19 und 22/23 mit Durchfahrten, Chronogramm 1746 bei Haus Nr. 19; Stadel, langgestreckter Satteldachbau, nach Westen Holzständerwerk auf Bruchsteinsockel, nach Osten Remise, Massivbau mit korbbogigen Einfahrtstoren, wohl 18. Jahrhundert.                                                                           | D-3-74-157-8  | Ostflügel des großen Klosterhofs  |
| Klosterhof (Standort)                            | Kruzifix                                                                               | Gusseisenkruzifix mit Beifigur auf schlankem Sandsteinsockel mit Kreuzdachabschluss, neugotisch, Ende 19. Jahrhundert. | D-3-74-157-11 | Kruzifix                          |
| Nähe Klosterhof (Standort)                       | Friedhofskreuz                                                                         | Gusseisenkruzifix auf Granitpostament mit Stufensockel, Ende 19. Jahrhundert. | D-3-74-157-13 | BW                                |
| Kuffengraben (Standort)                          | Heiligenfigur                                                                          | Heiliger Johannes von Nepomuk, Sandsteinfigur auf Postament mit Wappenkartusche, wohl erste Hälfte des 19. Jahrhunderts. | D-3-74-157-29 | BW                                |
| See (Standort)                                   | Bildstock                                                                              | Rokokobaldachin auf geschweiftem Postament, Unterbau aus Quadermauerwerk mit Rampe nach Südosten, zweite Hälfte 18. Jahrhundert, Steinfigur Mater Dolorosa, wohl 15. Jahrhundert. | D-3-74-157-9  | BW                                |
| St 2168 (Standort)                               | Heiligenfigur                                                                          | Heiliger Josef, auf Postament mit Wappenkartusche, Sandstein, um 1780. | D-3-74-157-10 | BW                                |
| Weinleite (Standort)                             | Heiligenfigur                                                                          | Heiliger Judas Thaddäus, auf Postament mit Inschriftkartusche, um 1780. | D-3-74-157-31 | BW                                |

### Barbaraberg
| Lage                                    | Objekt                                          | Beschreibung | Akten-Nr.     | Bild |
| --------------------------------------- | ----------------------------------------------- | --- | ------------- | ---- |
| Barbaraberg 4 (Standort)                | Wegkreuz                                        | Gusseisenkruzifix auf bildstockartigem Sandsteinsockel mit Inschrift, bezeichnet mit „1923“. | D-3-74-157-28 | BW   |
| Barbaraberg 7; Barbaraberg 8 (Standort) | Ruine der barocken Wallfahrtskirche St. Barbara | 1741–56, seit dem Brand von 1914 nur noch Westfassade mit flankierenden Walmdachbauten sowie Reste der Umfassungsmauern von Langhaus und Chor erhalten; Kapelle, Pultdachbau, im westlichen Teil des ehemaligen Langhauses der Wallfahrtskirche, 1921; mit Ausstattung. | D-3-74-157-14 | BW   |
| Barbaraberg 7; Barbaraberg 8 (Standort) | Kreuzweg mit vierzehn Stationen                 | Sandsteinquader auf Postamenten, Laternen mit einschwingenden Satteldächern und Rundbogennischen, wohl um 1900. | D-3-74-157-16 | BW   |
| Barbaraberg 7; Barbaraberg 8 (Standort) | Heiligenfigur                                   | Heilige Maria Magdalena, auf Postament mit Inschriftkartusche, Sandstein, um 1780. | D-3-74-157-32 | BW   |

### Haselhof
| Lage                    | Objekt                                 | Beschreibung | Akten-Nr.     | Bild |
| ----------------------- | -------------------------------------- | --- | ------------- | ---- |
| Festlweiher (Standort)  | Wegkreuz                               | Gusseisenkruzifix auf profiliertem Sandsteinsockel, Ende 19. Jahrhundert. | D-3-74-157-33 | BW   |
| Haselhof 1 a (Standort) | Stadel des ehemaligen Klostermeierhofs | Stattlicher Satteldachbau, Bruchsteinmauerwerk mit Eckquaderungen, im Kern spätmittelalterlich, 1652 wiedererrichtet; Bildstock, Sandsteinschaft, Laterne mit rechteckigem Bildfeld, darüber Gusseisenkruzifix, wohl Ende 19. Jahrhundert. | D-3-74-157-26 | BW   |

### Kellerhaus
| Lage                    | Objekt                                                  | Beschreibung | Akten-Nr.    | Bild |
| ----------------------- | ------------------------------------------------------- | --- | ------------ | ---- |
| Kellerhaus 1 (Standort) | Sogenanntes Schlößl, ehemaliges Kellerhaus des Klosters | Eingeschossiger dreigliedriger Baukörper, Mittelpavillon mit Mansardwalmdach, Seitentrakte mit Walmdächern, 1736–37; Keller, Sandsteinquadereingang bezeichnet mit „1834“, später verändert. | D-3-74-157-1 | BW   |

### Münchsreuth
| Lage                      | Objekt                | Beschreibung | Akten-Nr.     | Bild |
| ------------------------- | --------------------- | --- | ------------- | ---- |
| Mais (Standort)           | Wegkreuz              | Gusseisenkruzifix mit Beifigur und Inschrifttafel, auf neugotischem Sandsteinsockel, wohl zweite Hälfte 19. Jahrhundert. | D-3-74-157-34 | BW   |
| Münchsreuth 1 (Standort)  | Kapellenbildstock     | Schaft aus Quadermauerwerk, halbrund geschlossene Figurennische, wohl 1911.                                              | D-3-74-157-20 | BW   |
| Münchsreuth 6 (Standort)  | Wohnstallhaus         | Zweigeschossiger Satteldachbau, Sandsteinquader mit Gliederungen, bezeichnet mit „1848“.                                 | D-3-74-157-17 | BW   |
| Münchsreuth 22 (Standort) | Ehemaliges Hirtenhaus | Doppelhaus, eingeschossiger traufständiger Steildachbau, Sandsteinquader, erste Hälfte 19. Jahrhundert.                  | D-3-74-157-27 | BW   |
| In Münchsreuth (Standort) | Ehemaliger Backofen   | Kleiner Satteldachbau aus Sandsteinquadern, wohl 19. Jahrhundert.                                                        | D-3-74-157-18 | BW   |

### Seitenthal
| Lage                    | Objekt        | Beschreibung                                                                                                   | Akten-Nr.     | Bild |
| ----------------------- | ------------- | --- | ------------- | ---- |
| Stenzer Lohe (Standort) | Heiligenfigur | Sandsteinfigur heilige Katharina, auf Postament mit Wappenkartusche und Inschrift, wohl Mitte 18. Jahrhundert. | D-3-74-157-15 | BW   |

### Tremmersdorf
| Lage                                      | Objekt                                 | Beschreibung | Akten-Nr.     | Bild |
| ----------------------------------------- | -------------------------------------- | --- | ------------- | ---- |
| Am Kirchplatz 1; Am Kirchplatz (Standort) | Katholische Kirche St. Peter und Paul  | Saalkirche mit Flachsatteldach und eingezogenem Rechteckchor, Chorturm mit Spitzhelm, im Kern mittelalterlich, Turm nach Brand 1774 durch Johann Adam Preissinger wiederhergestellt; mit Ausstattung; Friedhofsbefestigung, Bruchstein, zum Teil Sandsteinquader, mittelalterlich; Wehrturm nach Süden, später wohl Karner, über ovalem Grundriss mit Kegeldach und Schießscharten, 15. Jahrhundert; Heiligenfigur, Büstenfigur heiliger Petrus, Sandstein, wohl erste Hälfte 15. Jahrhundert; in Mauernische; Wegkreuz, Gusseisenkruzifix mit Beifigur auf neugotischem Granitsockel, wohl um 1900. | D-3-74-157-21 | BW   |
| An der Creußen (Standort)                 | Wegkreuz                               | Kleines Gusseisenkruzifix auf hohem Granitsockel mit Kreuzdach, wohl zweite Hälfte 19. Jahrhundert. | D-3-74-157-22 | BW   |
| Kirchenthumbacher Straße 1 (Standort)     | Ehemaliges Pfarrhaus, später Schulhaus | Zweigeschossiger Walmdachbau mit Oberlicht-Supraporte, im Kern 17. Jahrhundert, Umgestaltungen um Mitte 18. Jahrhundert. | D-3-74-157-23 | BW   |

### Zettlitz
| Lage                  | Objekt                | Beschreibung                                                                                   | Akten-Nr.     | Bild |
| --------------------- | --------------------- | ---------------------------------------------------------------------------------------------- | ------------- | ---- |
| Zettlitz 4 (Standort) | Bruder-Konrad-Kapelle | Satteldachbau über rechteckigem Grundriss, Dachreiter mit Glockenhaube, 1888; mit Ausstattung. | D-3-74-157-25 | BW   |
| Zettlitz 6 (Standort) | Wegkreuz              | Gusseisenkruzifix mit Beifigur, auf profiliertem Sandsteinsockel mit Inschrift, um 1910.       | D-3-74-157-30 | BW   |

## Ehemalige Baudenkmäler
In diesem Abschnitt sind Objekte aufgeführt, die früher einmal in der Denkmalliste eingetragen waren, jetzt aber nicht mehr. Objekte, die in anderem Zusammenhang – also z. B. als Teil eines Baudenkmals – weiter eingetragen sind, sollen hier nicht aufgeführt werden. Aktennummern in diesem Abschnitt sind ehemalige, jetzt nicht mehr gültige Aktennummern.

| Lage                                  | Objekt                    | Beschreibung                                          | Akten-Nr.     | Bild |
| ------------------------------------- | ------------------------- | ----------------------------------------------------- | ------------- | ---- |
| Speinshart Klosterhof 7 (Standort)    | Zugehöriger Backofen      | 1933; nördlich der jetzigen Klostergaststätte.        | D-3-74-157-5  | BW   |
| Speinshart ()                         | Kruzifix                  | Bezeichnet mit „1909“, Gusseisen auf Sandsteinsockel. | D-3-74-157-24 |      |
| Münchsreuth Münchsreuth 18 (Standort) | Egerländer Fachwerkgiebel | Verputzt, 18. Jahrhundert.                            | D-3-74-157-19 | BW   |